# Семейное счастие
«Семе́йное сча́стие» — роман Льва Толстого, впервые напечатанный в журнале «Русский вестник» в 1859 году, № 7, 8.
Начало работы над романом относится к весне или осени 1858 года. В начале марта 1859 года была готова первая редакция. Через месяц она была переработана во вторую.
Материалом для романа Толстому послужила история его отношений в 1856—1857 годах с Валерией Арсеньевой (1836—1909), на которой он даже собирался жениться.

## Сюжет
Роман рассказывает историю сначала любви девушки к другу своего покойного отца, её опекуну, затем их женитьбы и первых нескольких лет их супружеской жизни, включающих некоторое охлаждение и ссоры.
Семнадцатилетняя девушка Маша остается сиротой. Она живёт в деревне со своей горничной Катей, младшей сестрой Соней и другой прислугой. Все домочадцы пребывают в состоянии траура и тоски по умершей матушке, единственную надежду в женское общество вносит приезд опекуна и старого друга покойного отца. Сергей Михайлович помогает разобраться с семейными делами и помогает разрядить тяжёлую обстановку в доме. Маша постепенно влюбляется в своего покровителя; влюбляется в Машу и 37-летний Сергей Михайлович, хотя и постоянно сомневается в своем выборе и говорит об этом Маше: «Разве не было бы для вас несчастье соединить свою жизнь с человеком старым, отжившим, который только сидеть хочет, тогда как у вас там бог знает что бродит, чего хочется». Маша убеждает Сергея Михайловича в искренности своих чувств и они решают жениться. После свадьбы Маша переезжает в имение к своему мужу и счастливая семейная жизнь накрывает их с головой.
Через какое-то время Маша начинает скучать и тяготиться деревенской жизнью, в которой не происходит ничего нового. Сергей Михайлович угадывает настроение своей жены и предлагает ехать в Петербург. В городе Маша знакомится со светским обществом, она пользуется популярностью среди мужчин и это очень льстит ей. В какой-то момент Маша понимает, что муж тяготится жизнью в городе и решает ехать обратно в деревню, но кузина Сергея Михайловича уговаривает Машу ехать на раут, куда специально приедет принц М. ещё с прошлого бала желавший познакомиться с Машей. Возникает размолвка между Сергеем Михайловичем и Машей от непонимания с двух сторон: Маша говорит, что готова «пожертвовать» раутом и поехать в деревню, а Сергея Михайловича возмущает «жертва» Маши. С этого дня их отношения меняются: «отношения наши… как будто остановились, застыли и не могли сделаться ни хуже, ни лучше». У семьи появляется первый сын, но материнское чувство овладевает Машей на короткий срок и она снова начинает тяготиться спокойной и ровной семейной жизнью, хотя они и живут большую часть времени в городе.
Семья едет за границу на воды, Маше уже 21. На водах Маша попадает в окружение кавалеров, в котором особую активность проявляет итальянский маркиз Д. настойчиво показывающий своё увлечение Машей: её это сильно стесняет; для неё все в мужском обществе неотличны друг от друга. Однажды на прогулке по замку вместе с давней подругой Л.М. Маша попадает в неловкую ситуацию, которая заканчивается тем, что итальянец целует Машу. Испытывая стыд и отвращение к ситуации, Маша едет к мужу, который в это время находился в другом городе. Маша уговаривает Сергея Михайловича немедленно ехать в деревню, но при этом не рассказывает ему ничего о случившемся с нею. В деревне всё возвращается на круги своя, но Машу тяготит невысказанное чувство обиды и раскаяния, ей кажется, что муж сильно отдалился от неё и она хочет вернуть первоначальное чувство влюблённости, которое было между ними.
Роман заканчивается тем, что Маша и Сергей Михайлович высказывают друг другу все свои чувства и накопившиеся обиды: муж признаётся в том, что былое чувство не вернуть и что прежняя любовь переросла в другое чувство. Маша понимает и принимает позицию мужа: «С этого дня кончился мой роман с мужем; старое чувство стало дорогим, невозвратимым воспоминанием, а новое чувство любви к детям и к отцу моих детей положило начало другой, но уже совершенно иначе счастливой жизни, которую я ещё не прожила в настоящую минуту…»

## Стилевые особенности
«Семейное счастие» отличается от других романов Толстого тем, что здесь рассматривается только частная жизнь героев без связи с более широкой картиной действительности.
Повествование ведётся от первого лица (очень редкий случай в произведениях Толстого), притом от лица молодой женщины.

## Критика
Публикация романа прошла почти незамеченной критикой. Только Аполлон Григорьев отозвался на неё утверждением, что «Семейное счастие» является «лучшим произведением» Толстого (в статье «Явления современной литературы, пропущенные нашей критикой»).
Сам Лев Толстой был настолько разочарован, что решил уйти из литературы. «Моя Анна („Анной“ Толстой называл повесть „Семейное счастие“), как я приехал в деревню и перечел её, оказалась такая постыдная гадость, что я не могу опомниться от сраму, и, кажется, больше никогда писать не буду».

## Адаптации
- В 1963 году в ФРГ был снят телефильм Семейное счастье / Das Glück der Ehe, режиссёр Hanns Farenburg. В ролях: Маша — Катинка Хоффманн[нем.], Сергей — Карл Ланге[нем.],
- В 1971 году советский режиссёр Пётр Фоменко снял телефильм Семейное счастье. В ролях: Маша — Маргарита Терехова, Сергей Михайлович — Юрий Каюров, Катя — Лидия Савченко
- В 1972 году в рамках сериала «Студия 1» был снят испанский телефильм «Семейное счастье» (Felicidad conyugal).
- В 2000 году в театре Мастерская Петра Фоменко режиссёром Петром Фоменко осуществлена постановка инсценировки романа[3].
- В 2025 году вышел российский фильм «Семейное счастье» режиссёра Стаси Толстой с Евгением Цыгановым и Евгенией Леоновой в главных ролях.

## Влияние
- В книге Джона Кракауэра «В диких условиях» и в экранизации 2007 года режиссёра Шона Пенна есть цитата из пятой главы первой части романа «Семейное счастие». Это слова Сергея Михайловича «Я прожил много, и мне кажется, нашел то, что мне нужно для счастья» и далее.